# Cantó de la Tour-du-Pin
El cantó de La Tour-du-Pin és un dels cantons del departament francès de la Isèra, a la regió d'Alvèrnia-Roine-Alps. Està enquadrat al districte de Grenoble, el cap cantonal és La Tour-du-Pin i té 15 municipis.

## Municipis
- Cessieu
- La Chapelle-de-la-Tour
- Dolomieu
- Faverges-de-la-Tour
- Montagnieu
- Montcarra
- Rochetoirin
- Sainte-Blandine
- Saint-Clair-de-la-Tour
- Saint-Didier-de-la-Tour
- Saint-Jean-de-Soudain
- Saint-Victor-de-Cessieu
- Torchefelon
- La Tour-du-Pin
- Vignieu

## Història
| Data d'elecció                           | Identitat               | Partit                           | Qualitat |
| ---------------------------------------- | ----------------------- | -------------------------------- | -------- |
| 1950-1958                                | Jean Terpend-Ordassière | MRP                              |          |
| 1958-1988                                | Jean Rabatel            | MRP, després CD, després UDF-CDS |          |
| 1988-1994                                | Jean Bourdier           | PS                               |          |
| 1994-2001                                | René Annequin           | UDF-CDS                          |          |
| 2001-2008                                | Maurice Durand          | Divers droite                    |          |
| 2008-                                    | Pascal Payen            | PS                               |          |
| les dades anteriors no són pas conegudes |                         |                                  |          |
|                                          |                         |                                  |          |

## Demografia
| 1962   | 1968   | 1975   | 1982   | 1990   | 1999   | 2007   |
| ------ | ------ | ------ | ------ | ------ | ------ | ------ |
| 15.257 | 17.041 | 18.831 | 21.010 | 22.940 | 24.104 | 28.597 |